# El cuchillo en la mano
El cuchillo en la mano (The Knife of Never Letting Go) es una novela de ciencia ficción para adultos jóvenes escrita por el autor británico-estadounidense Patrick Ness . Fue publicado por Walker Books el 5 de mayo de 2008. Es el primer libro de la serie Chaos Walking, seguido de The Ask and the Answer y Monsters of Men. La historia sigue a Todd Hewitt, un niño de 12 años que huye de Prentisstown, un pueblo donde todos pueden escuchar los pensamientos de los demás, después de enterarse de un secreto sobre su pasado.
La novela fue celebrada por los críticos y ganó premios anuales, incluido el Booktrust Teenage Prize, el Guardian Award y el James Tiptree, Jr. Award. The Knife fue el primer trabajo de Ness para adolescentes y adultos jóvenes. Según la cobertura del premio por parte de The Guardian, "cambió a la ficción infantil después de tener la idea de un mundo donde es imposible escapar de la sobrecarga de información, y supo que era adecuado para los adolescentes".  
El 5 de marzo de 2021 se estrenó una adaptación cinematográfica de la novela, titulada simplemente Chaos Walking.

## Resumen de la trama
Todd Hewitt es el único niño que queda en Prentisstown, un pequeño asentamiento en Nuevo Mundo, un planeta alienígena recientemente colonizado por la humanidad. Todd está a pocos días de cumplir trece años, la edad en Prentisstown en la que todos los niños se convierten en hombres.
A Todd le han dicho que todas las mujeres y casi todos los hombres del Nuevo Mundo murieron en una guerra con los Spackle que ocurrió aproximadamente en la época de su nacimiento. Los spackle son habitantes nativos del Nuevo Mundo y son culpados por la liberación de un germen que causó la mayoría de las muertes y que era particularmente fatal para las mujeres. Los habitantes de Prentisstown afirman que todos los Spackle fueron aniquilados durante la guerra. Como efecto secundario del virus, los hombres que quedan en Prentisstown pueden escuchar los pensamientos de los demás (y de los animales), descritos como una cascada siempre presente de lo que ellos llaman Ruido .
Los hombres de Prentisstown constituyen el último asentamiento sobreviviente en Nuevo Mundo, según el alcalde Prentiss, de quien la ciudad toma su nombre.
Un día, Todd y su perro, Manchee, descubren un trozo de silencio, un "agujero en el ruido", en un pantano. Cuando Todd explica el silencio a sus padres adoptivos, Ben y Cillian, su Ruido proyecta accidentalmente el descubrimiento a todo el pueblo. Ben y Cillian revelan que han estado planeando el escape de Todd de Prentisstown durante toda su vida. Los dos hombres lo obligan a abandonar Prentisstown con una bolsa de suministros y con Manchee para acompañarlo. Cillian lucha contra el hijo del alcalde, Davy Prentiss, y otros hombres de Prentisstown mientras Ben le da a Todd su propio cuchillo de caza y el diario de su madre fallecida.
Todd escapa al pantano con Manchee y descubre a una chica que carece de ruido. Ella es la primera chica que Todd ha visto, excepto en vídeos y fotografías. La niña no dice nada en absoluto.
Todd, Manchee y la niña son atacados por el predicador de la ciudad, Aaron, quien recientemente ha estado provocando a Todd en peleas físicas y mentales. Todd y Manchee lo obligan a entrar al lago del pantano, donde es atacado por cocodrilos. La niña conduce silenciosamente a Todd a través del pantano hasta su nave exploradora, donde yacen muertos los cuerpos de sus padres la cual se había estrellado en el Nuevo Mundo. Con la ayuda de un mapa dentro del diario de la madre de Todd, los tres comienzan a viajar hacia Farbranch, otro asentamiento. Todd espera que todavía exista y que, si es así, pueda protegerlos de Prentisstown.
Todd se da cuenta de que, infectado con el germen, podría transmitirlo a la niña y matarla. Ella oye esto en su ruido y huye, pero él la persigue, junto con Manchee, hasta que ambos se encuentran con Aaron y hombres de Prentisstown que los están siguiendo en un puente. La niña salva a los tres empapando parte del puente con líquido para encendedores y prendiéndole fuego con su mochila para fogatas. Después de este altercado, ella se arma de valor para decir su nombre: Viola.
Todd y Viola son encontrados por Hildy, una mujer de Farbranch. Ella revela que, de hecho, el germen del ruido no es mortal para las mujeres y no las afecta en absoluto: ninguna de las mujeres tiene ruido. Ella lleva a los tres a su asentamiento. Al anochecer, hombres de Prentisstown llegan y queman la ciudad, matando a todos aquellos que no se unen a ellos. Todd, Viola y Manchee huyen a Haven, donde se rumorea que puede haber una cura para el Ruido. También esperan encontrar una torre transmisora para contactar a la gente de Viola, que es una segunda ola de colonos planetarios, para advertirles sobre las circunstancias del Ruido.
Después de algunos días en el camino, son encontrados por Davy quien se sorprende por Viola. Todd se mueve para matarlo pero se encuentra incapaz de hacerlo. En lugar de eso, ata a Davy antes de dirigirse a Haven con Viola. En el camino, Todd, Viola y Manchee encuentran un Spackle vivo. Todd está en shock, ya que creía que todos los Spackle habían muerto en la guerra. Preocupado por un ataque y frustrado por lo que considera una cobardía por mantener con vida a Davy, Todd salta hacia el Spackle y lo mata, enfrentándose a un arrepentimiento instantáneo.
Aaron los encuentra, apuñala a Todd y secuestra a Viola. Todd persigue a Aaron, pero cuando la herida de puñalada se infecta, se debilita. Todd encuentra a Viola y Aaron y, usando a Manchee como distracción, intenta rescatar a Viola. Cuando este plan no tiene éxito, Todd y Viola logran escapar, pero se ven obligados a dejar a Manchee con Aaron, quien mata al perro en un ataque de ira. La pareja huye en un barco y Todd se desmaya debido a sus heridas.
Todd se despierta bajo el cuidado de un médico en otro asentamiento. Insistiendo en caminar, se encuentra con Ben escondido en las afueras de la ciudad. Él revela que Cillian murió durante el escape de Todd de Prentisstown. Los habitantes del nuevo pueblo etiquetan a Ben como asesino debido a sus orígenes en Prentisstown. A pesar de esto, Ben y Todd convencen a los habitantes del pueblo para que los ayuden a luchar contra el ejército de Prentisstown que los persigue. Mientras el ejército se acerca, Ben, Todd y Viola aprovechan la conmoción para escapar.
Después de ganar distancia, Ben explica la verdad: el germen del Ruido es un contagio natural del planeta, no un ataque de los Spackle. Los hombres que se volvieron locos por el ruido y resentidos por la capacidad de las mujeres de permanecer en silencio, mataron a todas las mujeres y fueron desterrados del resto del Nuevo Mundo por sus crímenes, fundando Prentisstown. Se supone que los niños deben aprender una "versión de la verdad" del alcalde en su decimotercer cumpleaños, razón por la cual Ben había enviado lejos a Todd; el resto del mundo solo podría aceptarlo si sus pensamientos fueran completamente inocentes.
Ben, Todd y Viola continúan hacia Haven, pero Davy los encuentra nuevamente. Ben distrae a Davy para permitir que Todd y Viola corran, quienes están acorralados por Aaron en una caverna cerca de una cascada junto a Haven. Todd se da cuenta de que el proceso de Prentisstown para convertirse en un hombre implica asesinar a alguien. Aaron se considera un sacrificio simbólico para el último niño de Prentisstown y trata de provocar a Todd para que lo mate. En un intento por impedir que Aaron tenga éxito, Viola agarra el cuchillo y lo apuñala en el cuello. Cae en la cascada y muere.
Davy otra vez intercepta el par en su camino a Haven, disparando a Viola. Todd subdues Davy, escapa, y lleva a una Viola moribunda a Haven para obtener ayuda. El alcalde Prentiss ya estaba ahí para saludarles. Después de que Haven se ha rendido sin pelear, el alcalde se declara a sí mismo presidente del Nuevo Mundo. A través de su desesperación, Todd se da cuenta de que no puede oír el ruido del alcalde. Sin otra opción, Todd se rinde ante el alcalde para salvar a Viola.

## Ambientación
The Knife of Never Letting Go está ambientada en una ciudad que ha sido tomada por un pequeño grupo de colonos religiosos del Viejo Mundo, en un pueblo cerca de un pantano. Aunque los colonos poseen cierta tecnología avanzada, en su mayoría son agricultores de subsistencia . El entorno rural ha sido comparado con los mundos de Las aventuras de Huckleberry Finn y La noche del cazador.

## Recepción
El cuchillo de nunca dejar ir ha recibido críticas muy positivas. Ian Chipman, de Booklist, le dio a la novela una reseña destacada, elogiando la "pura inventiva y emoción" de la narrativa de Ness y apoyando a los personajes del libro, añadiendo que "el final en suspenso es tan efectivo como un tiro al estómago". 
Frank Cottrell-Boyce, escribiendo para The Guardian, elogió el comienzo de la novela y agregó que el resto del libro "está a la altura de la emoción de esa primera frase". El Sunday Telegraph también elogió el libro, describiéndolo como "de ritmo frenético, aterrador, estimulante y desgarrador" y lo calificó como un libro que "atormenta tu imaginación". El Times lo calificó de "un debut sorprendente" y "tan convincente como original".
De manera similar, Nicholas Tucker de The Independent escribió que The Knife of Never Letting Go "establece un estándar alto", mientras que el Chicago Tribune calificó la novela como "un libro para leer solo, para quedarse despierto hasta muy tarde".

### Premios
| Año  | Otorgar                                                                                                   | Resultado | Árbitro |
| ---- | --- | --------- | ------- |
| 2008 | rowspan="" style="background-color:none;color:black; text-align:center; vertical-align:middle;" \|        | [ 5 ]     |         |
| 2008 | rowspan="" style="background-color:none;color:black; text-align:center; vertical-align:middle;" \|        |           |         |
| 2008 | rowspan="" style="background-color:none;color:black; text-align:center; vertical-align:middle;" \|        |           |         |
| 2009 | Medalla Carnegie\|Plantilla:Sho                                                                           |           |         |
| 2009 | rowspan="" style="background-color:#Longlisted;color:black; text-align:center; vertical-align:middle;" \| |           |         |

## Adaptación cinematográfica
En 2011, Lionsgate compró los derechos para adaptar la trilogía Chaos Walking al cine. El presidente de Lionsgate, Joe Drake, afirmó que la decisión se tomó porque "un sentido de urgencia e impulso impregna estas historias; hace que los libros sean irresistibles y que las películas sean imprescindibles en la gran pantalla". Más tarde se anunció que Chaos Walking: The Knife of Never Letting Go sería producido por Doug Davison  mientras que Jamie Linden escribiría y Doug Liman estaba en negociaciones para dirigir la película.  El 5 de agosto de 2016 se anunció que las estrellas de Spider-Man y Star Wars, Tom Holland y Daisy Ridley, protagonizarían la adaptación.
El guion fue escrito por Ness, Charlie Kaufman y John Lee Hancock, y fue dirigido por Doug Liman . El rodaje comenzó en agosto de 2017.  La fecha de estreno fue el 1 de marzo de 2019, pero se retrasó debido al COVID-19 y a las nuevas filmaciones. La película se estrenó en cines en Estados Unidos el 5 de marzo de 2021.